# 渡邊十絲子
渡邊 十絲子（わたなべ としこ、1964年8月1日 - ）は、日本の詩人。東京都生まれ。早稲田大学文学部文芸専修卒業。鈴木志郎康のゼミで詩を書き始め、卒業制作の処女詩集『Fの残響』で小野梓記念芸術賞を受賞した。主婦と詩人を兼業する「兼業詩人」、「生涯一競艇客」を標榜する。競艇ファンとして、岩佐なをらとともに、同人誌『確定!!』を発行した。競艇専門誌の競艇マクール誌上で、コラム「天下御免の競艇客」を連載する。

## 著書

### 詩集
- 『Fの残響』河出書房新社、1988年。ISBN 978-4309005324。
- 『千年の祈り』河出書房新社、1991年。ISBN 978-4309006925。
- 『真夏、まぼろしの日没』書肆山田、1995年。ISBN 978-4879953674。

### エッセイ
- 『兼業詩人ワタナベの腹黒志願』ポプラ社、2007年。ISBN 978-4591099193。
- 『ことばを深呼吸』（川口晴美と共著）東京書籍、2009年。ISBN 978-4487802852
- 『新書七十五番勝負』本の雑誌社、2010年。ISBN 978-4860110802。
- 『今を生きるための現代詩』講談社現代新書、2013年。ISBN 978-4062882095。